# Суперкубок Аргентины по футболу
Суперкубок Аргентины (исп. Supercopa Argentina) — официальный футбольный турнир в Аргентине, в котором принимают участие чемпион Аргентины и обладатель Кубка страны предыдущего сезона.

## История
В сезоне 2011/12 годов Ассоциация футбола Аргентины возобновила проведение национального кубка. Это сделало возможным розыгрыш Суперкубка, который оспаривали бы победитель Примеры и обладатель Кубка Аргентины.
В 2015 году «Бока Хуниорс» сделала «золотой дубль», выиграв чемпионат и Кубок Аргентины. Её соперником за Суперкубок стал вице-чемпион страны «Сан-Лоренсо».
Матчи за Суперкубок проходят за пределами Буэнос-Айреса, на нейтральных полях провинциальных стадионов. Первый розыгрыш 2012 года состоялся в ноябре, в дальнейшем дата проведения турнира была сдвинута на начало следующего календарного года. Суперкубок 2019, который должен был состояться в 2020 году по итогам сезона 2019 года, прошёл лишь 5 марта 2021 года из-за значительного смещения календаря, вызванного пандемией COVID-19.

## Результаты
| Сезон | Чемпион Аргентины   | Счёт           | Обладатель Кубка Аргентины | Дата и место                                                  |
| ----- | ------------------- | -------------- | -------------------------- | ------------------------------------------------------------- |
| 2012  | Арсенал Саранди     | 0:0 (пен. 4:3) | Бока Хуниорс               | 7 ноября 2012 года Бисентенарио (Катамарка)                   |
| 2013  | Велес Сарсфилд      | 1:0            | Арсенал Саранди            | 31 января 2014 года Хуан Хильберто Фунес (Ла-Пунта, Сан-Луис) |
| 2014  | Ривер Плейт         | 0:1            | Уракан                     | 25 апреля 2015 года Бисентенарио (Сан-Хуан)                   |
| 2015  | Бока Хуниорс        | 0:4            | Сан-Лоренсо                | 10 февраля 2016 года Марио Кемпес (Кордова)                   |
| 2016  | Ланус               | 3:0            | Ривер Плейт                | 4 февраля 2017 года Сьюдад де Ла-Плата (Ла-Плата)             |
| 2017  | Бока Хуниорс        | 0:2            | Ривер Плейт                | 15 марта 2018 года Мальвинас Архентинас (Мендоса)             |
| 2018  | Бока Хуниорс        | 0:0 (пен. 6:5) | Росарио Сентраль           | 2 мая 2019 года Мальвинас Архентинас (Мендоса)                |
| 2019  | Расинг (Авельянеда) | 0:5            | Ривер Плейт                | 5 марта 2021 года Мадре де Сьюдадес (Сантьяго-дель-Эстеро)    |
| 2022  | Бока Хуниорс        | 3:0            | Патронато (Парана)         | 1 марта 2023 года Мадре де Сьюдадес (Сантьяго-дель-Эстеро)    |

## Участники
| Клуб                | Победы     | Поражения        |
| ------------------- | ---------- | ---------------- |
| Ривер Плейт         | 2017, 2019 | 2014, 2016       |
| Бока Хуниорс        | 2018, 2022 | 2012, 2015, 2017 |
| Арсенал Саранди     | 2012       | 2013             |
| Велес Сарсфилд      | 2013       | —                |
| Уракан              | 2014       | —                |
| Сан-Лоренсо         | 2015       | —                |
| Ланус               | 2016       | —                |
| Росарио Сентраль    | —          | 2018             |
| Расинг (Авельянеда) | —          | 2019             |
| Патронато (Парана)  | —          | 2022             |